# 草野俊之介
草野 俊之介（くさの しゅんのすけ、1993年2月28日- ）は、長崎県佐世保市出身のシンガーソングライター。所属レコードレーベルはユニバーサルミュージック。特技は剣道と剣玉。

## 略歴・人物
長崎県佐世保市、壱岐島で幼少期を過ごし、小学2年生から高校卒業までは大村市で育つ。勉学と剣道に勤しむ。諫早高等学校卒業後、山口大学に進学しアカペラサークルに加入したが、歌で生きていきたいと心に決め退学。その後神戸のアカペラグループSugarSに加入し2013年-2020年の間、全国でLIVEを展開。
2020年5月、自らの表現を突き詰めるためにグループを脱退し、シンガーソングライターとして活動開始。
2021年11月、全国流通盤「hunter」でインディーズデビュー、オリコンデイリーシングルチャート46位。淡路市立サンシャインホールで無観客配信ワンマンライブ。
2022年上京。全国10都市ワンマンツアー。9月-2023年11月、COTTON CLUB アカペラセッションにメインキャストとして3回出演。
2023年9月、SHIBUYA ENTERTAINMENT THEATER PLEASURE PLEASUREワンマンライブ。
2024年2月、NHK連続テレビ小説・「ブギウギ」に出演。8月 LINE CUBE SHIBUYAにて開催されたレーベルイベントにゲスト出演。9月、ユニバーサルミュージックから3曲収録Single「君のいいとこ」でメジャー・デビュー。オリコンデイリーシングルチャート25位。オリコンシングルウィークリーチャート51位。
2024年12月、長崎スタジアムシティ THE CLUB NAGASAKI にてメジャーデビュー記念ワンマンライブ。

## ディスコグラフィ

### 配信single
| 順                       | 発売日                   | タイトル                   | 収録曲                               |
| 全作詞・作曲：草野俊之介 | 全作詞・作曲：草野俊之介 | 全作詞・作曲：草野俊之介   | 全作詞・作曲：草野俊之介             |
| ------------------------ | ------------------------ | -------------------------- | ------------------------------------ |
| 1st                      | 2024年3月                | 観覧車                     | 収録曲 1. 観覧車                     |
| 2nd                      | 2024年3月                | レモネード                 | 収録曲 1. レモネード                 |
| 3rd                      | 2024年3月                | ミッションパーリーピーポー | 収録曲 1. ミッションパーリーピーポー |
| 4th                      | 2024年3月                | ジェンガ                   | 収録曲 1. ジェンガ                   |
| 5th                      | 2024年3月                | 優しい雨                   | 収録曲 1. 優しい雨                   |
| 6th                      | 2024年3月                | 空き缶                     | 収録曲 1. 空き缶                     |

## タイアップ一覧
| 楽曲         | タイアップ                                                       | 時期   |
| ------------ | ---------------------------------------------------------------- | ------ |
| hunter       | テレビ大阪「それ行け電波塔！かんおんちゅ～ん！」EDテーマ         |        |
| 君のいいとこ | 劇場版アニメ『ポロロ雪の妖精村大冒険』日本語版エンディングテーマ | 2024年 |

## 出演

### テレビ出演
- 「ブギウギ」（2024年2月16日、NHK）
- 「傀儡の声」（2024年9月29日、TOKYO MX2） - 本郷渉 役
- 「恋学」(2024年12月30.31日、TOKYO MX2)  - 目黒一誠 役